# Adolf von Donndorf

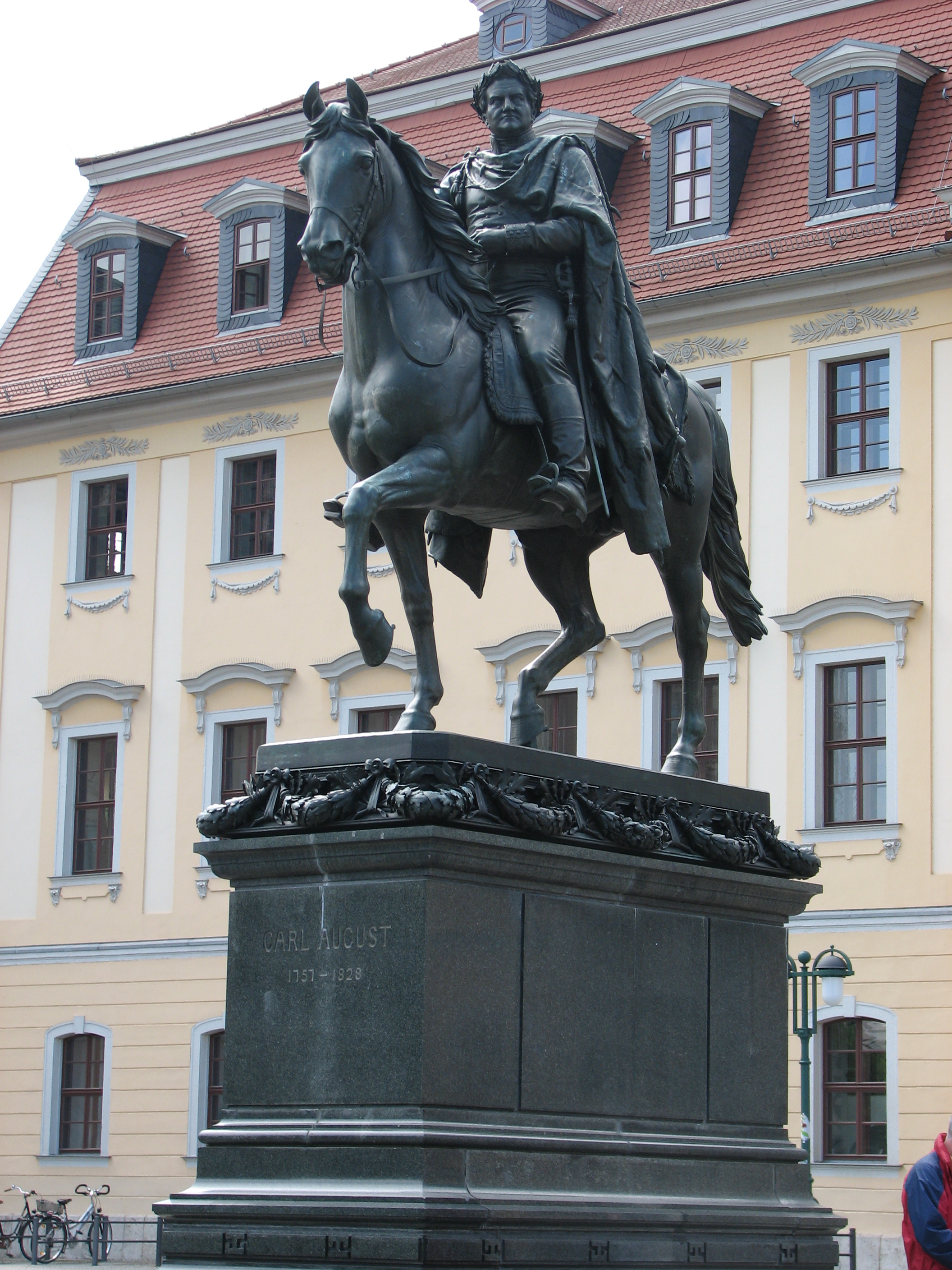
Estatua ecuestre del Gran Duque Carlos Augusto de Sajonia-Weimar-Eisenach, Weimar (1867-75).

Adolf von Donndorf (16 de febrero de 1835 - 20 de diciembre de 1916) fue un escultor alemán.

## Biografía
Adolf Donndorf nació en Weimar, siendo el hijo de un ebanista. Iniciándose en 1853, fue estudiante de Ernst Rietschel en Dresde. Después de la muerte de Rietschel en 1861, él y Gustav Adolph Kietz completaron el monumento a Lutero en Worms. Donndorf contribuyó en la elaboración de varias estatuas, incluyendo figuras de Reuchlin y Federico el Sabio, figuras sentadas de Savonarola, Peter Waldo y la ciudad alegórica de Magdeburgo así como relieves. Su talento como escultor fue reconocido el 12 de noviembre de 1864 cuando fue nombrado miembro honorífico de la Academia de Bellas Artes de Dresde y en 1876 fue seleccionado como profesor de escultura de la Academia de Bellas Artes de Stuttgart.
Adolf von Donndorf fue reconocido como ciudadano honorario de Weimar y Stuttgart y fue ennoblecido en 1910 permitiéndole añadir el prefijo "von" a su nombre. Un museo fundado en su honor en 1907 por la ciudad de Weimar fue destruido al fin de la II Guerra Mundial.
Su hijo Karl August Donndorf (1870-1941) también fue escultor y uno de los estudiantes de su padre. 
Adolf von Donndorf murió en Stuttgart.

## Obra
- Estatua ecuestre de Carlos Augusto, Gran Duque de Sajonia-Weimar-Eisenach, en Weimar, 1867-1875.
- Monumento a Lutero en la Nikolaiplatz en Eisenach, 1889-1895. Con figuras de acompañamiento de Savonarola, Magdeburgo de luto, Federico el Sabio, Peter Waldo y Reuchlin.
- Ángel de la Resurrección en el Castillo de Rheineck, 1877.
- Busto de bronce de Ferdinand Freiligrath (fundido por Georg Ferdinand Howaldt) en el Uff-Kirchhof en Bad Cannstatt (Stuttgart), 1877-1879.
- Estatua de Peter von Cornelius en Düsseldorf, erigido e inaugurado en 1879.
- Tumba monumental de mármol de Robert Schumann en el Antiguo Cementerio en Bonn, 1880.
- Monumento a la familia Kesstner, Dresde.
- Grupo escultórico de madre y dos hijos:

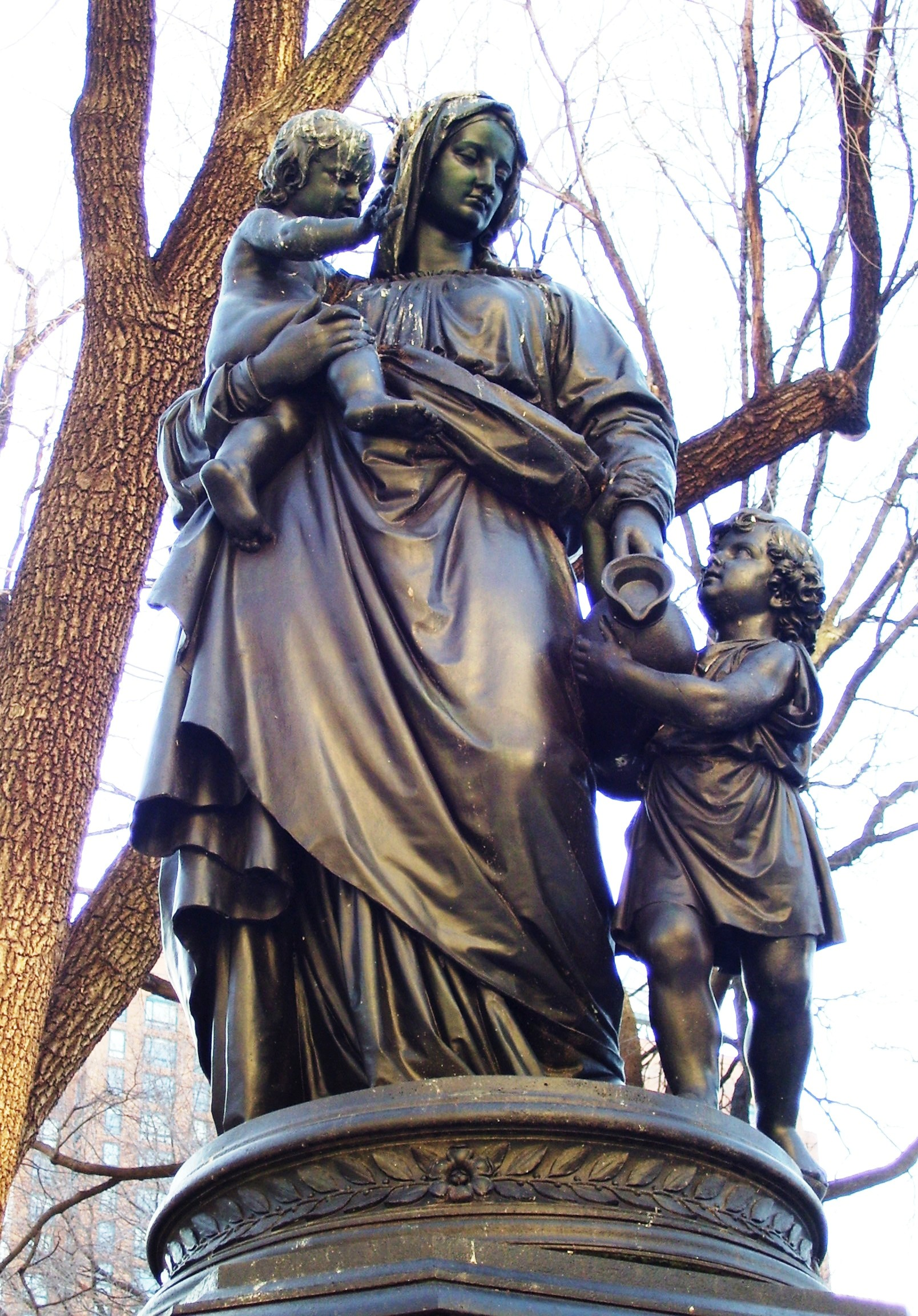
Fuente James (1881).

- Fuente potable en Union Square (Nueva York), también llamada Fuente James, 1881.
- Fuente del Amor Maternal, Zwittau, 1892.
- Fuente Donndorf, Weimar 1895.
- Fuente Paulina, Stuttgart 1898 (destruida durante la I Guerra Mundial, restaurada en 2008).

- Estatua de Johann Sebastian Bach en Eisenach, originalmente (1884) en la plaza del mercado en frente de la Georgenkirche, desde 1938 en el Frauenplan adyacente al Bachhaus.
- Memorial Burschenschaft en Jena, 1877-1883.
- Bustos de Moltke y Bismarck para la Alte Nationalgalerie, Berlín, 1889.
- Estatua ecuestre del Kaiser Guillermo I con figuras de acompañamiento en el Memorial Kaiser Wilhelm I en el Hohensyburg en Dortmund, 1897-1902.
- Monumento a Friedrich Schiller en el Württembergischen Staatstheater en Stuttgart, 1913.
- Busto de Otto von Bismarck en la Bismarckplatz en Heidelberg.
- Monumento para Carlos Antonio, Príncipe de Hohenzollern, en Sigmaringen, 1890.
- Momunmento a Goethe en Karlsbad, 1883.
- Estatua a Lutero frente a la Frauenkirche de Dresde, 1885.